# ای سی جورج سودارشان
ای سی جورج سودارشان (انگلیسی: E. C. George Sudarshan؛ زاده ۱۶ سپتامبر ۱۹۳۱-14 li 2018) دانشمند فیزیک نظری اهل هند بود.